# Kathedrale von Rennes

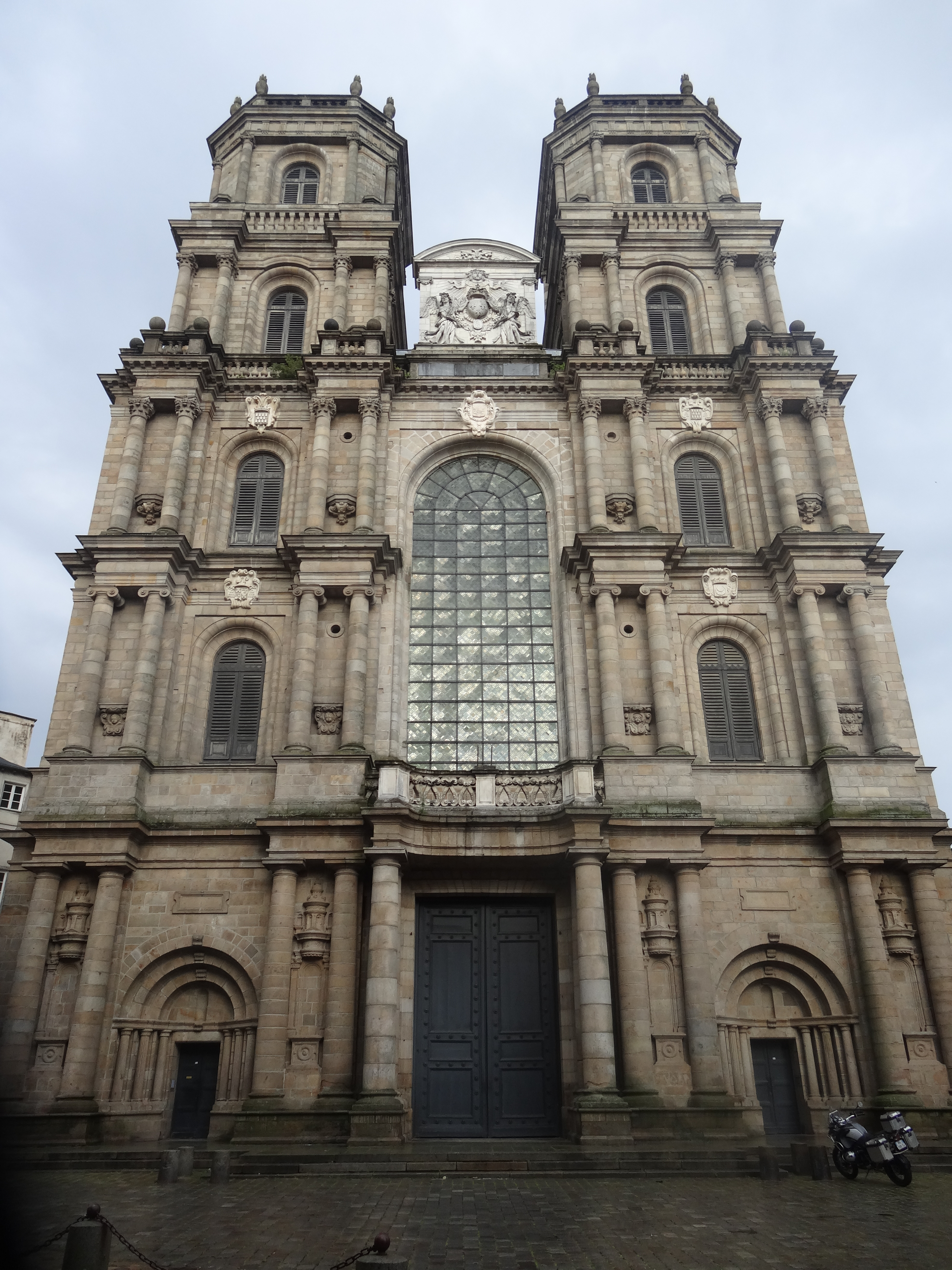
Fassade der Kathedrale von Rennes

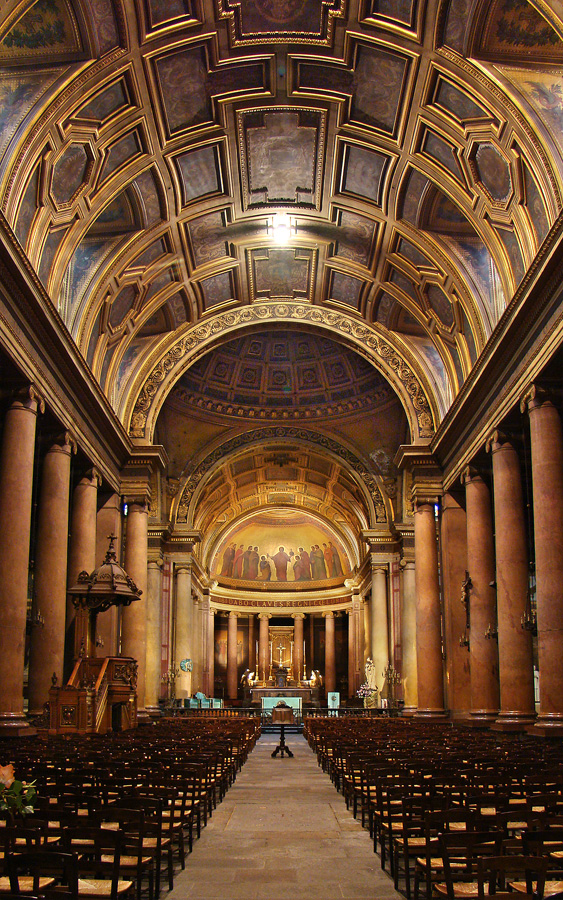
Kathedrale von Rennes – Kirchenschiff und Chorbereich

Die dem Apostel Petrus (Saint-Pierre) geweihte Kathedrale von Rennes ist der Sitz des Erzbischofs der Erzdiözese von Rennes im Osten des ehemaligen Herzogtums Bretagne im heutigen Département Ille-et-Vilaine. Das Bauwerk ist seit dem Jahr 1906 als Monument historique anerkannt.

## Lage
Die Kathedrale befindet sich etwa 200 m nördlich des im Stadtgebiet von Rennes weitgehend kanalisierten Flüsschens Vilaine am Westrand der Altstadt in einer Höhe von ca. 30 m.

## Geschichte
Bereits zur Zeit des Herzogtums Bretagne (ca. 850–1532) standen an der Stelle zwei Vorgängerbauten. Der zweite – ein gotischer Bau – verlor im Jahr 1490 die Westfassade durch Einsturz; diese wurde in den folgenden zwei Jahrhunderten im Stil der Renaissance neugebaut. Beim Stadtbrand des Jahres 1720 blieb der Bau unversehrt, doch wurde nach einem Baugutachten in den Jahren zwischen 1756 und 1768 das gesamte Langhaus mitsamt dem Chorbereich abgerissen und ab dem Jahr 1787 in klassizistischem Stil wiederaufgebaut. Während der Revolutionszeit stockte der Baufortschritt und so wurde der Bau erst im Jahr 1845 vollendet. War das Innere der Kirche ursprünglich weitgehend dekorlos, so wurden in der zweiten Hälfte des 19. Jahrhunderts diverse Stuckarbeiten, Vergoldungen und Malereien angebracht.

## Architektur
Die aus Granitgestein erbaute Kathedrale ist eine dreischiffige Basilika mit Umgangschor. Die ca. 48 m hohen Glockentürme sind fünfgeschossig und – trotz ihrer langen Bauzeit – insgesamt sehr einheitlich gestaltet; über dem Mittelteil der Fassade befindet sich ein steinernes Wappen des Königs Ludwig XIV. (reg. 1661–1715).
Das Innere der Kirche wird dominiert von annähernd 20 Säulen mit ionischen Kapitellen. Das Mittelschiff ist gewölbt und wird von Lünettenfenstern belichtet; die flachgedeckten Seitenschiffe sind auf der Nordseite fensterlos. Die Vierung wird von einer Kuppel mit Laterne überspannt. In der Apsiskalotte und im Chorumgang finden sich mehrere Wandgemälde von Alphonse Le Hénaff († 1884), darunter die Schlüsselübergabe an Petrus sowie fiktive Darstellungen der zahlreichen Heiligen der Bretagne.

## Ausstattung
Zur Ausstattung gehören Gemälde sowie liturgisches Gerät (siehe Anmerkung 1).